# Pycnomerinx cogani
Pycnomerinx cogani là một loài ruồi trong họ Asilidae. Pycnomerinx cogani được Oldroyd miêu tả năm 1974.